# Vladimír Kabeš
Vladimír Maria Kabeš starší (6. prosince 1886 Praha – 2. března 1947 Praha) byl český strojírenský podnikatel, vystudovaný právník, zakladatel a majitel továrny na výrobu letadel a později i automobilů Aero v pražské Bubenči.

## Život
Pocházel z pražské advokátské rodiny JUDr. Františka Kabeše a jeho manželky Emanuely, rozené Sudové v domě č. 1238. Maturoval na akademickém gymnáziu v Praze a v roce 1910 vystudoval Právnickou fakultu UK.
Kabeš se věnoval podnikání, také se aktivně zajímal o letectví. Roku 1919 založil se společníky Janem Kouřilem a Karlem Mertou v Bubenči společnost Aero, po továrně Avia, která vzniká v červnu 1919, teprve druhou leteckou továrnu na území Československa. V roce 1921 oba společníci vystoupili a Kabeš se stal jediným majitelem firmy pod názvem Aero, továrna na letadla Dr. Kabeš.

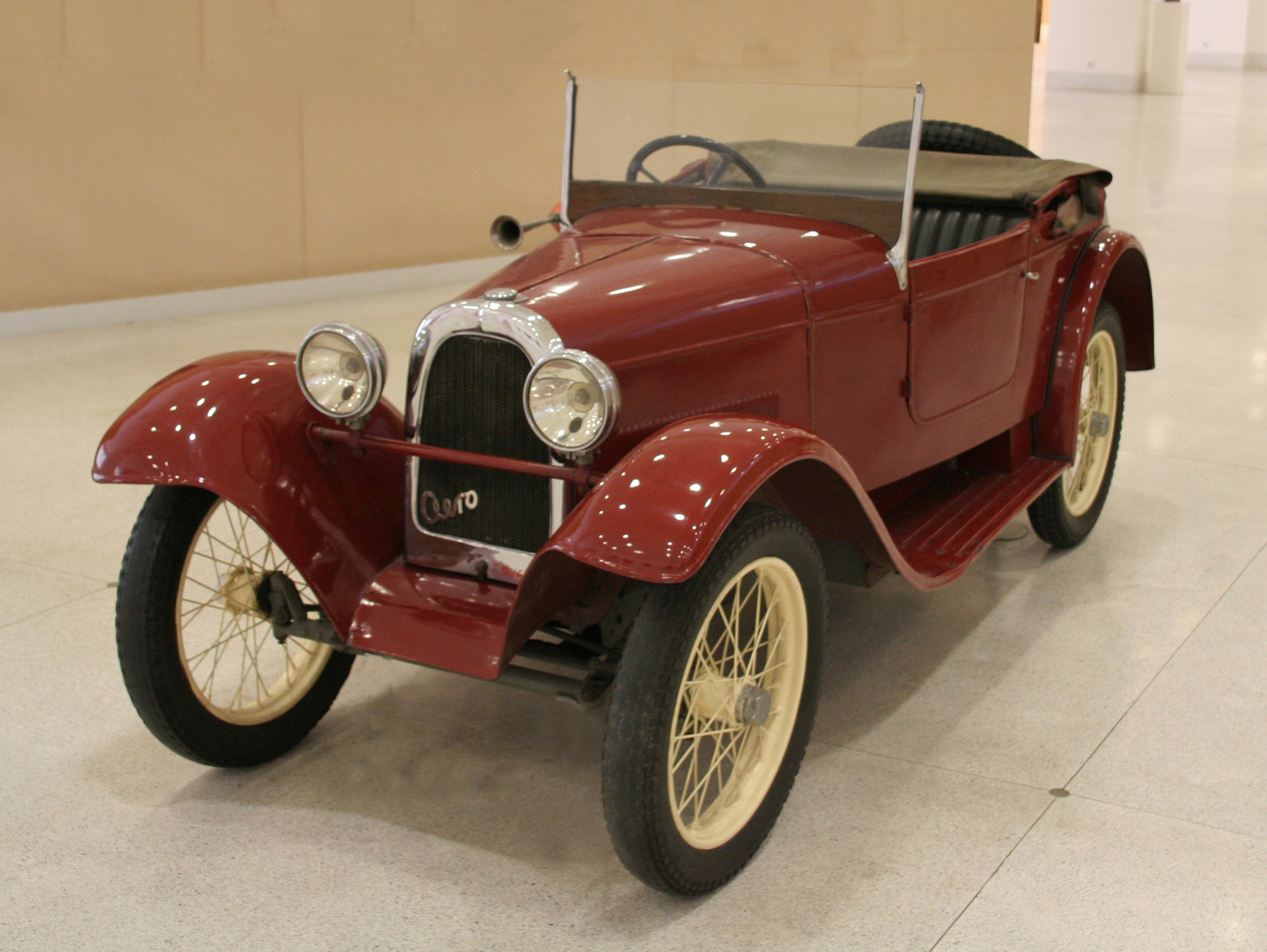
Automobil Aero HP 10, 30. léta 20. století

Zpočátku se továrna zaměřovala na opravy letadel z první světové války. Roku 1920 se přestěhovala do dřevěných objektů v Holešovicích. Zpracovala zakázku na 35 dvojplošníků Ae-01 pod licencí firmy Brandenburg. Firma následně začala realizovat první sériovou konstrukci vlastní výroby, dvouplošník A-2, následují další typy. Na základě obchodních úspěchů přesunulo Aero svou výrobu do velkého moderního výrobního areálu ve Vysočanech s téměř 600 zaměstnanci, vývoj probíhal pod vedením šéfkonstruktéra Ing. Antonína Husníka.
Roku 1925 koupila Kabešova manželka Milada zámek v Ratměřicích u Benešova, který Kabešovi učinili svým rodinným sídlem.

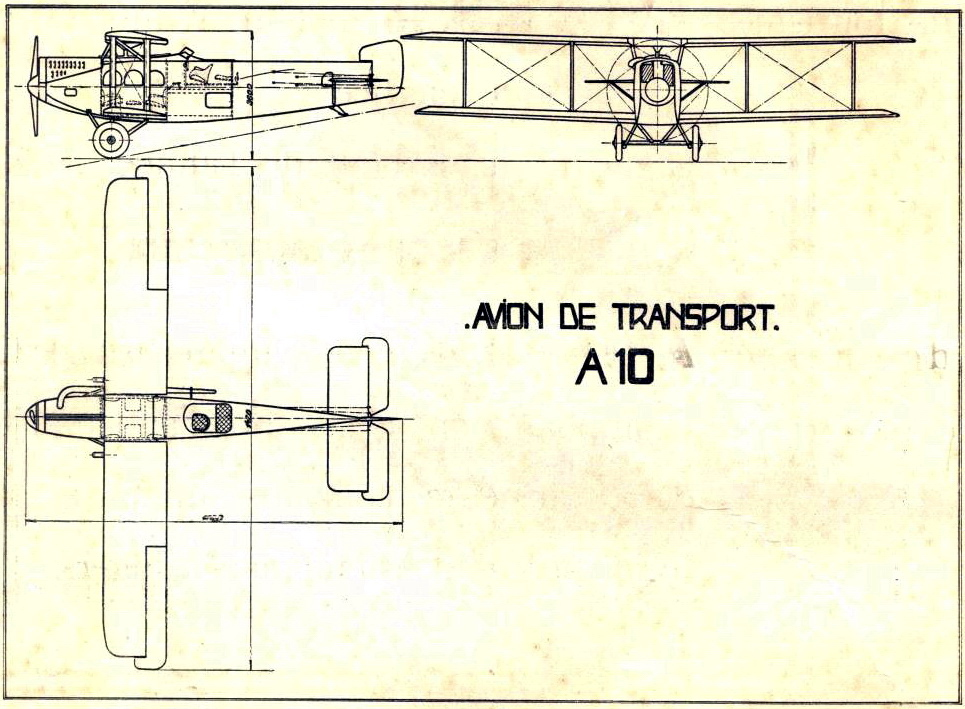
Nákres dopravního letadla Aero A-10, 1929

S propukající hospodářskou krizí klesal o prodej letadel zájem, vedení podniku se tedy rozhodlo zřídit výrobní linku na produkci automobilů. První vůz typu Aero 500 opustil brány továrny, automobily Aero konstruované mj. Břetislavem Novotným se na trhu velmi dobře uchytily. Pro kompletaci konstrukcí a zkušební lety letadel Aero postavilo nové letiště a hangáry v Letňanech u kbelského letiště. Během období Protektorátu Čechy a Morava sem byla přesunuta výroba pražských leteckých společností Avia, Letov a továrny ČKD Praga. Kabeš řídil společnost Aero až do roku 1945, kdy byl podnik v rámci dekretu prezidenta republiky Edvarda Beneše znárodněn.
Vladimír Kabeš zemřel 2. března 1947 v Praze ve věku 60 let.

### Rodinný život
Dne 4. října 1913 se oženil s Miladou Blechovou, dcerou pražského stavitele Matěje Blechy.
Dne 6. ledna 1918 se jim narodil syn Vladimír mladší. Ten začal studovat práva, po složení první státnice a rigoróza studia v roce 1938 přerušil; v roce 1940 se stal ve 22 letech prokuristou firmy svého otce. Po převzetí moci v Československu komunistickou stranou v únoru 1948 emigroval do Spojených států amerických.

## Posmrtná připomínka
Po Kabešovi je pojmenována ulice Kabešova v pražských Vysočanech.